# Katie Grimes
Katie Grimes (Las Vegas, 8 gennaio 2006) è una nuotatrice statunitense.

## Carriera
Specializzata nello stile libero, ha vinto la medaglia d'argento nei 1500m stile libero ai mondiali di Budapest 2022, terminando la prova dietro alla connazionale Katie Ledecky. Ai mondiali di Fukuoka dell'anno successivo, invece, conquista il bronzo nei 10 km in acque libere. Nel 2024, alle Olimpiadi di Parigi, vince la medaglia d'argento nei 400 metri misti, alle spalle della canadese Summer McIntosh. Nel dicembre nello stesso anno vince la medaglia d'oro nella 4x200 metri stile libero ai mondiali in vasca corta di Budapest.

## Palmarès
- Giochi olimpici

Parigi 2024: argento nei 400m misti.
- Mondiali

Budapest 2022: argento nei 1500m sl e nei 400m misti.
Fukuoka 2023: argento nei 400m misti e bronzo nella 10 km.
- Mondiali in vasca corta

Budapest 2024: oro nella 4x200m sl, argento nei 400m misti, bronzo negli 800m sl.